# Withcott
Withcott – miasto w Australii, w stanie Queensland.